# Alfredo Brilhante da Costa
Alfredo "Brilhante" da Costa, legtöbbször egyszerűen csak Brilhante (Rio de Janeiro, 1904. november 5. – 1980. június 8.) brazil labdarúgóhátvéd.